# Trágyatintagomba
A trágyatintagomba (Coprinopsis cinerea) a porhanyósgombafélék családjába tartozó, Európában és Észak-Amerikában elterjedt, bomló szerves anyagokon élő, nem ehető gombafaj.

## Megjelenése
A trágyatintagomba kalapja 0,5-2 cm széles, alakja először tojásdad, majd kúpos, harang alakú, idősen felkanyarodó szélekkel kiterül. Felszínét fiatalon szemcsés, majd pelyhes-szálas pikkelyek borítják, amelyek hamar lekopnak. Színe szürkésbarna vagy barna. 
Húsa vékony, törékeny, színe fehér, amely sérülésre vagy idősen megszürkül, végül feketén elfolyósodik. Szaga és íze nem jellegzetes. 
Sűrű állású, keskeny lemezei szabadon állnak. Színük eleinte fehér, később szürke, idősen megfeketednek. 
Tönkje 0.5-1.5 cm magas és 0,3-0,4 cm (a csúcsánál), 0,5-1 cm (a tövénél) vastag. Felfelé vékonyodó, töve gyökerező. Felszíne szálas, fiatalon pelyhes, színe fehér.
Spórapora fekete. Spórája ellipszis vagy tojásdad alakú, középen elhelyezkedő, 1,3-1,5 µm-es csírapórussal; mérete 8,5-12 x 6-8 µm.

### Hasonló fajok
A gatyás tintagomba vagy a szürkésfehér tintagomba hasonlíthat hozzá.  

## Elterjedése és termőhelye
Európában és Észak-Amerikában honos. Magyarországon gyakori. 
Trágyán, komposzton, bomló szerves anyagokon, melegházakban fordul elő. Júliustól októberig terem.  
Nem ehető. Igen gyors növekedésű gomba, két hét alatt az egész életciklusa lezajlik. A termőtest is feltűnően gyorsan megnő, majd elöregszik végül az egész gomba feketén elfolyósodik. Gyors növekedése és könnyű termeszthetősége miatt kedvelt laboratóriumi modellszervezet; a soksejtű nagygombák genetikáját, szaporodását, élettanát tanulmányozzák rajta. 13 kromoszómából (1n) és 37 millió bázisból álló genomját 2010-ben teljesen megszekvenálták.   

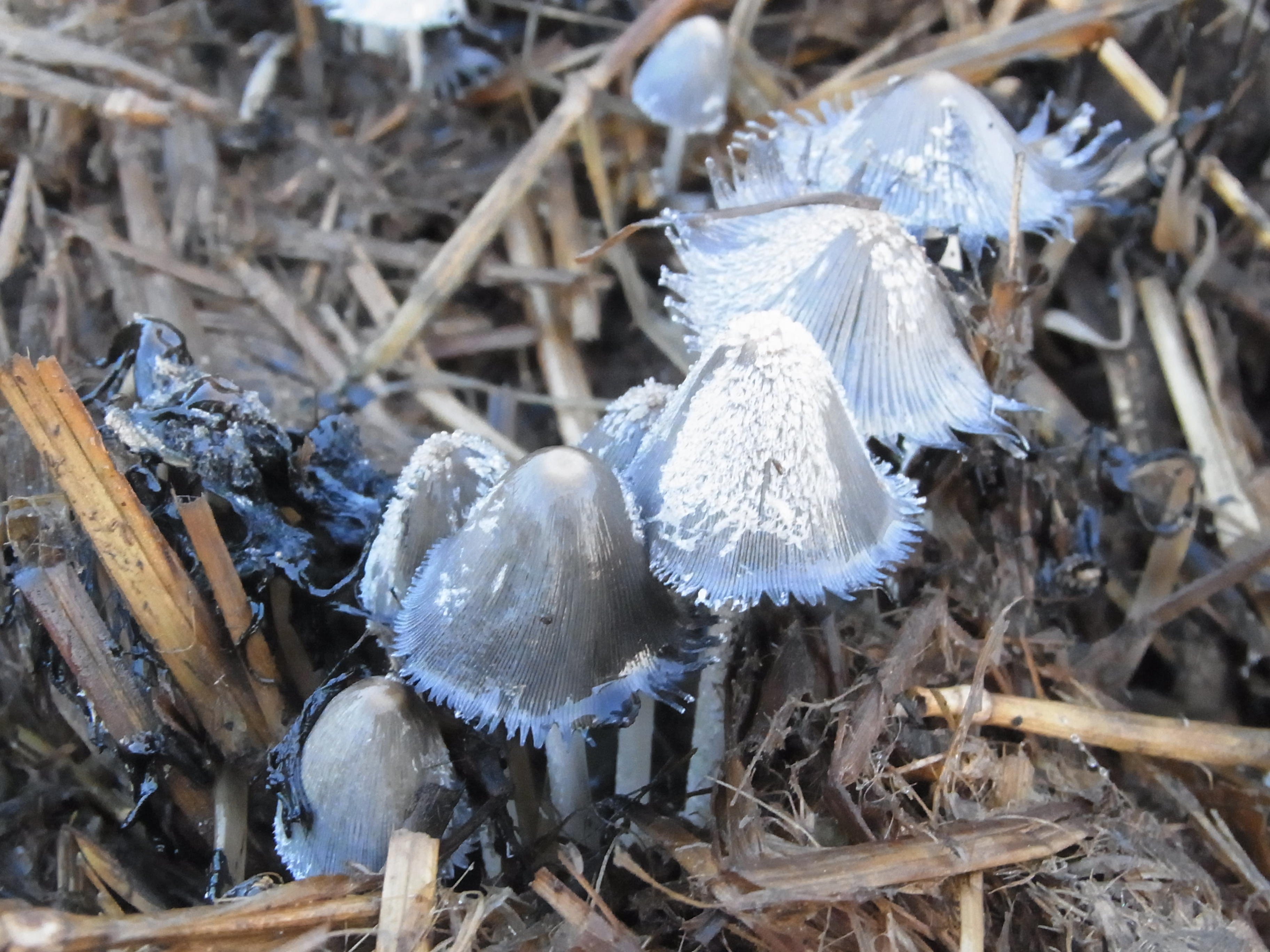
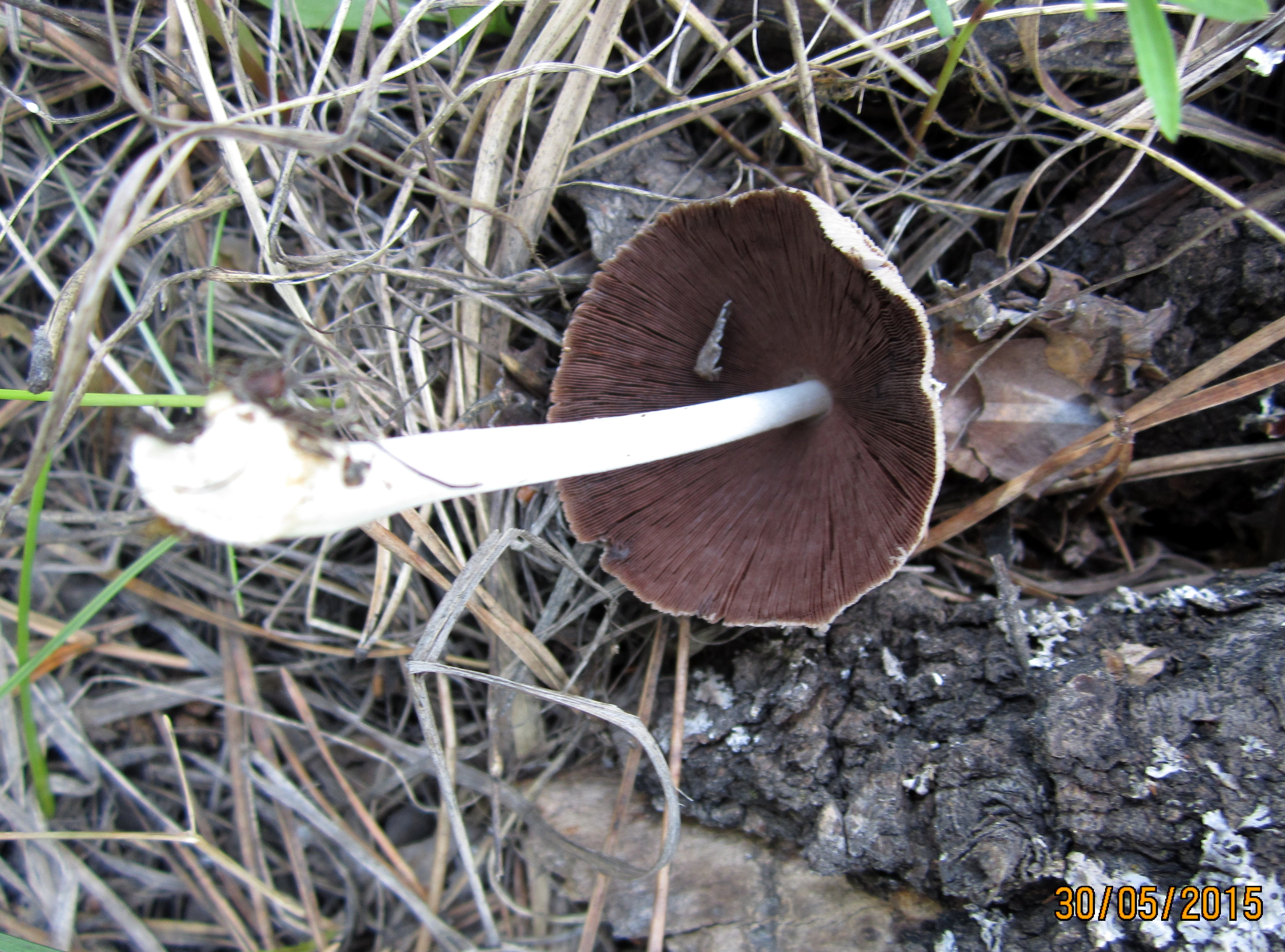
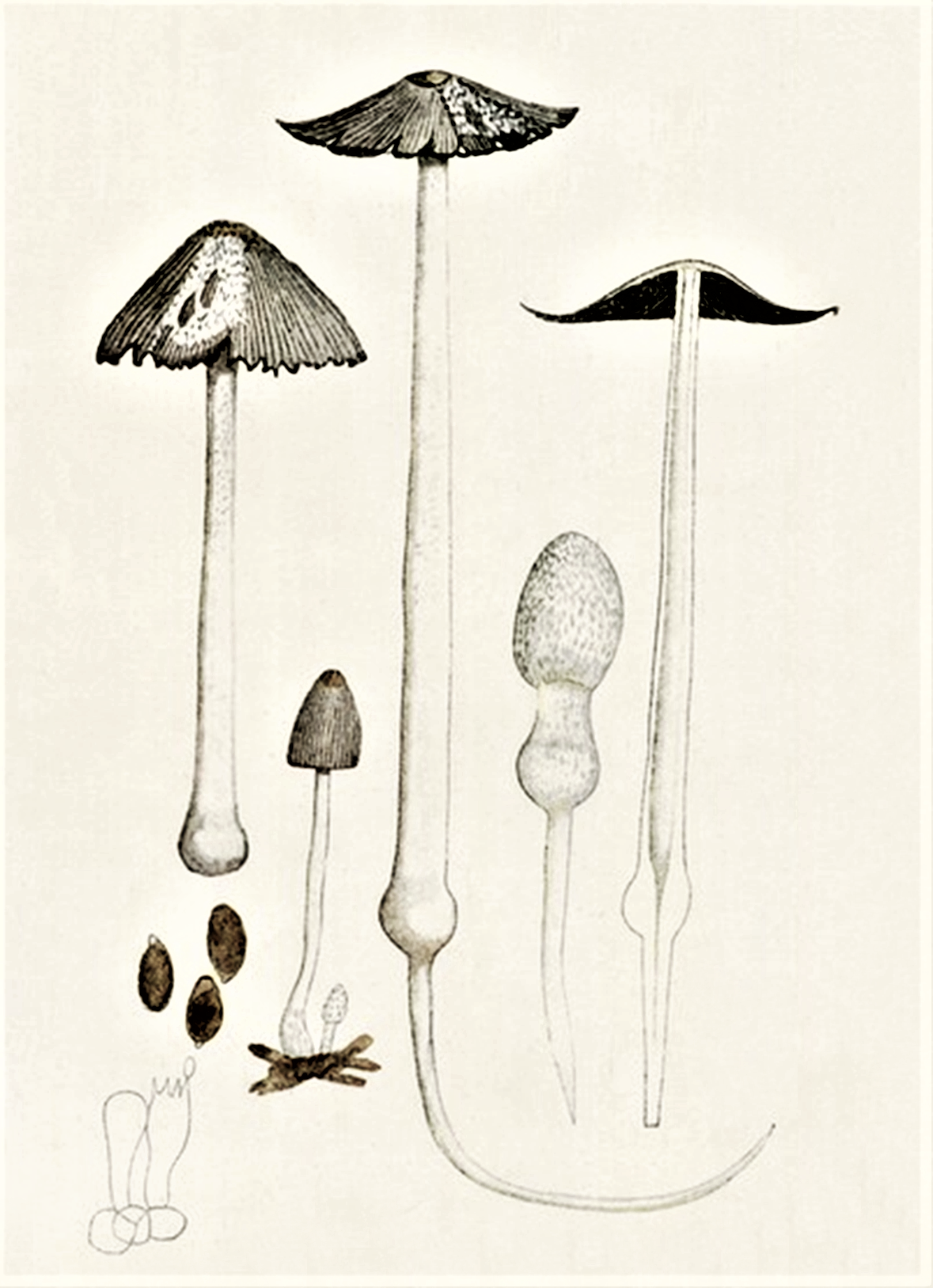
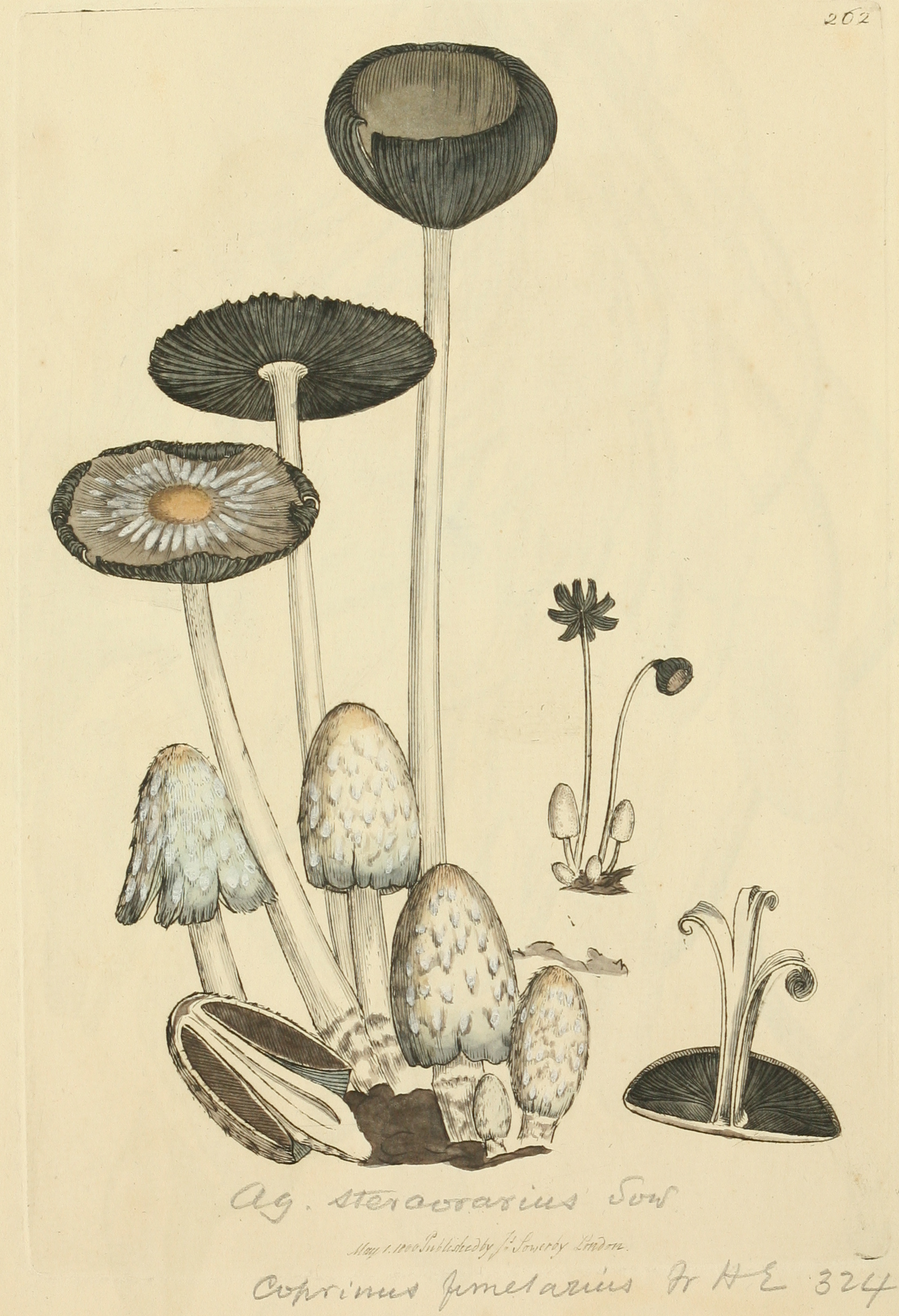